# Delaney Bramlett
Delaney Bramlett (født 1. juli 1939 i Pontotoc County, Mississippi, død 27. december 2008) var en amerikansk sanger og guitarist bedt kendt for sin medvirken i gruppen Delaney & Bonnie i starten af 1970'erne.
I 1950'erne flyttede han til Los Angeles og blev her medlem af gruppen Shindogs som var husorkester i TV-showet SINGDIG. Herudover arbejdede han som session-musiker med bl.a. Leon Russell og J. J. Cale.
I 1967 mødte han Bonnie Bramlett, som han giftede sig med en uge efter af have mødt hende, og sammen dannede de gruppen Delaney & Bonnie. Med denne gruppe udgav han en række albums og turnerede i USA og Europa frem til 1972, hvor både gruppen og ægteskabet gik i opløsning.
Bramlett fortsatte som solist op gennem 1970'erne men trak sig derefter tilbage. I 2004 vendte han efter 25 års pause tilbage med et nyt album, Sweet Inspiration.
Bramletts datter Bekka Bramlett har siden slutningen af 1980'erne haft en karriere som sanger, og hun var bl.a. medlem af gruppen Fleetwood Mac fra 1993 frem til gruppens opløsning i 1995.

## Diskografi
- Something's Coming (1972)
- Mobius Strip (1973)
- Best of Delaney Bramlett (1973)
- Giving Birth to a Song (1975)
- Class Reunion	(1977)
- Delaney Bramlett with Steve Cropper (1978)
- Sweet Inspiration (2004)